# Jugoszlávia az 1984. évi nyári olimpiai játékokon
Jugoszlávia az egyesült államokbeli Los Angelesben megrendezett 1984. évi nyári olimpiai játékok egyik részt vevő nemzete volt. Az országot az olimpián 16 sportágban 139 sportoló képviselte, akik összesen 18 érmet szereztek.

## Érmesek
| Érem  | Versenyző | Sportág    | Versenyszám              |
| ----- | --- | ---------- | ------------------------ |
| Arany | Vlado Lisjak | Birkózás   | Kötöttfogás, 68 kg       |
| Arany | Šaban Trstena | Birkózás   | Szabadfogás, 52 kg       |
| Arany | Matija Ljubek Mirko Nišović | Kajak-kenu | Férfi kenu kettes 500 m  |
| Arany | Nemzeti válogatott Zlatan Arnautović Momir Rnić Veselin Vuković Milan Kalina Jovan Elezović Zdravko Zovko Branko Štrbac Pavao Jurina Veselin Vujović Slobodan Kuzmanovski Mirko Bašić Dragan Mladenović Zdravko Rađenović Mile Isaković                                                     | Kézilabda  | Férfi                    |
| Arany | Nemzeti válogatott Jasna Ptujec Mirjana Ognjenović Ljubinka Janković Svetlana Anastasovski-Obućina Svetlana Dašić-Kitić Alenka Cuderman Svetlana Mugoša-Antić Mirjana Ðurica Biserka Višnjić Slavica Djukić Jasna Kolar-Merdan Ljiljana Mugoša Dragica Ðurić Emilija Erčić Zorica Pavićević | Kézilabda  | Női                      |
| Arany | Ante Josipović | Ökölvívás  | Félnehézsúly             |
| Arany | Nemzeti válogatott Milorad Krivokapić Deni Lušić Zoran Petrović Božo Vuletić Veselin Ðuho Zoran Roje Milivoj Bebić Perica Bukić Goran Sukno Tomislav Paškvalin Igor Milanović Dragan Andrić Andrija Popović                                                                                 | Vízilabda  | Férfi                    |
| Ezüst | Refik Memišević | Birkózás   | Kötöttfogás, +100 kg     |
| Ezüst | Milan Janić | Kajak-kenu | Férfi kajak egyes 1000 m |
| Ezüst | Matija Ljubek Mirko Nišović | Kajak-kenu | Férfi kenu kettes 1000 m |
| Ezüst | Redžep Redžepovski | Ökölvívás  | Légsúly                  |
| Bronz | Jožef Tertei | Birkózás   | Kötöttfogás, 100 kg      |
| Bronz | Šaban Sejdi | Birkózás   | Szabadfogás, 74 kg       |
| Bronz | Zoran Pančić Milorad Stanulov | Evezés     | Férfi kétpárevezős       |
| Bronz | Nemzeti válogatott Dražen Petrović Aleksandar Petrović Nebojša Zorkić Rajko Žižić Ivan Sunara Emir Mutapčić Sabit Hadžić Andro Knego Ratko Radovanović Mihovil Nakić-Vojnović Dražen Dalipagić Branko Vukičević                                                                             | Kosárlabda | Férfi                    |
| Bronz | Nemzeti válogatott Ivan Pudar Vlado Čapljić Mirsad Baljić Srečko Katanec Marko Elsner Ljubomir Radanović Admir Smajić Nenad Gračan Milko Ǵurovski Mehmed Baždarević Borislav Cvetković Tomislav Ivković Jovica Nikolić Stjepan Deverić Branko Miljuš Dragan Stojković Mitar Mrkela          | Labdarúgás | Férfi                    |
| Bronz | Mirko Puzović | Ökölvívás  | Kisváltósúly             |
| Bronz | Aziz Salihu | Ökölvívás  | Szupernehézsúly          |

## Atlétika
Férfi
| Versenyző         | Versenyszám | Előfutam         | Előfutam         | Előfutam         | Elődöntő | Elődöntő | Elődöntő | Döntő   | Döntő    |
| Versenyző         | Versenyszám | Idő              | Hely.            | Össz.            | Idő      | Hely.    | Össz.    | Idő     | Helyezés |
| ----------------- | ----------- | ---------------- | ---------------- | ---------------- | -------- | -------- | -------- | ------- | -------- |
| Dragan Zdravković | 1500 m      | nem állt rajthoz | nem állt rajthoz | nem állt rajthoz | kiesett  | kiesett  | kiesett  | kiesett | kiesett  |

| Versenyző       | Versenyszám   | Selejtező | Selejtező | Döntő    | Döntő    |
| Versenyző       | Versenyszám   | Eredmény  | Helyezés  | Eredmény | Helyezés |
| --------------- | ------------- | --------- | --------- | -------- | -------- |
| Hrvoje Fižuleto | Magasugrás    | 218 cm    | 19.       | kiesett  | kiesett  |
| Novica Čanović  | Magasugrás    | 215 cm    | 22.       | kiesett  | kiesett  |
| Nenad Stekić    | Távolugrás    | 760 cm    | 14.       | kiesett  | kiesett  |
| Sejad Krdžalić  | Gerelyhajítás | 76,52 m   | 16.       | kiesett  | kiesett  |

Női
| Versenyző                | Versenyszám | Selejtező | Selejtező | Döntő    | Döntő    |
| Versenyző                | Versenyszám | Eredmény  | Helyezés  | Eredmény | Helyezés |
| ------------------------ | ----------- | --------- | --------- | -------- | -------- |
| Lidija Benedetič-Lapajne | Magasugrás  | 187 cm    | 16.       | kiesett  | kiesett  |
| Snežana Dančetović       | Távolugrás  | 622 cm    | 11.       | 588 cm   | 12.      |

## Birkózás
Kötöttfogású
| Versenyző       | Versenyszám | Vigaszágas kiesés | Vigaszágas kiesés | 5. helyért                   | Bronz- mérkőzés                 | Döntő                                | Helyezés    |
| Versenyző       | Versenyszám | Ellenfél Eredmény | Hely.             | Ellenfél Eredmény            | Ellenfél Eredmény               | Ellenfél Eredmény                    | Helyezés    |
| --------------- | ----------- | --- | ----------------- | ---------------------------- | ------------------------------- | ------------------------------------ | ----------- |
| Vlado Lisjak    | 68 kg       | A csoport · az 1. fordulóban erőnyerő · Nemoto Szeidzsi (JPN) · 7–0 · Sümer Koçak (TUR) · 11–4 · Döntő · Ştefan Negrişan (ROU) · 0–0 (bírói) · Dietmar Streitler (AUT) · 8–6               | 1.                |                              |                                 | Tapio Sipilä (FIN) · kétvállas       |             |
| Karlo Kasap     | 74 kg       | B csoport · Abdel Aziz Tahir (MAR) · 13–3 · Romelio Salas (COL) · 13–0 · a 2. fordulóban erőnyerő · Ştefan Rusu (ROU) · 2–4 · Döntő · Ştefan Rusu (ROU) · 2–4 · Jouko Salomäki (FIN) · 5–1 | 3.                | Martial Mischler (FRA) · 6–3 |                                 |                                      | 5.          |
| Momir Petković  | 82 kg       | B csoport · Jarmo Övermark (FIN) · 6–0 · Siegfried Seibold (FRG) · 1–0 · Georg Marchl (AUT) · 5–0 · Döntő · Jarmo Övermark (FIN) · 6–0 · Dimitrios Thanopoulos (GRE) · 1–5                 | 2.                |                              | Sören Claeson (SWE) · 2–5       |                                      | 4.          |
| Karolj Kopas    | 90 kg       | A csoport · Georgios Pozidis (GRE) · 4–5 · Steve Fraser (USA) · 1–4 | 5.                | kiesett                      | kiesett                         | kiesett                              | helyezetlen |
| Jožef Tertei    | 100 kg      | B csoport · Fritz Gerdsmeier (FRG) · kétvállas · Fudzsita Josihiro (JPN) · 4–0 · Döntő · Greg Gibson (USA) · 2–3                                                                           | 2.                |                              | Georgios Poikilidis (GRE) · 3–0 |                                      |             |
| Refik Memišević | +100 kg     | A csoport · Jeff Blatnick (USA) · passzivitás · Andó Maszaja (JPN) · passzivitás · Döntő · Jeff Blatnick (USA) · passzivitás · Panagiotis Poikilidis (GRE) · passzivitás                   | 2.                |                              |                                 | Victor Dolipschi (ROU) · passzivitás |             |

Szabadfogású
| Versenyző     | Versenyszám | Vigaszágas kiesés | Vigaszágas kiesés | 5. helyért               | Bronz- mérkőzés            | Döntő                                                  | Helyezés |
| Versenyző     | Versenyszám | Ellenfél Eredmény | Hely.             | Ellenfél Eredmény        | Ellenfél Eredmény          | Ellenfél Eredmény                                      | Helyezés |
| ------------- | ----------- | --- | ----------------- | ------------------------ | -------------------------- | ------------------------------------------------------ | -------- |
| Šaban Trstena | 52 kg       | B csoport · Joe Gonzales (USA) · 6–3 · Farag Ali (EGY) · kétvállas · Gary Moores (GBR) · kétvállas · Döntő · Takada Júdzsi (JPN) · 3–1 (bírói) · Mahabir Singh (IND) · kétvállas                                                                          | 1.                |                          |                            | Kim Dzsonggju (Kim Jong-Gyu) (KOR) · feladta (sérülés) |          |
| Zoran Šorov   | 57 kg       | B csoport · Servio Severino (DOM) · 17–5 · Lawrence Holmes (CAN) · 8–3 · a 3. fordulóban erőnyerő · Barry Davis (USA) · 4–6 · Döntő · Kim Igon (Kim Ui-Gon) (KOR) · 2–10 · Barry Davis (USA) · 4–6                                                        | 3.                | Rohtas Singh (IND) · 2–3 |                            |                                                        | 6.       |
| Šaban Sejdi   | 74 kg       | A csoport · Zane Coleman (NZL) · kétvállas · Ignacio Ordóñez (ESP) · 12–0 · Ali Hussain Faris (IRQ) · 13–1 · Dave Schultz (USA) · kétvállas · Pekka Rauhala (FIN) · 10–7 · Döntő · Dave Schultz (USA) · kétvállas · Han Mjongu (Han Myeong-U) (KOR) · 8–0 | 2.                |                          | Rajinder Singh (IND) · 5–1 |                                                        |          |

## Cselgáncs
| Versenyző         | Versenyszám | Csoport | Selejtező                | 32-es főtábla                 | Nyolcaddöntő               | Negyeddöntő                | Elődöntő                | Vigaszág nyolcaddöntő | Vigaszág negyeddöntő                          | Vigaszág elődöntő      | Bronz- mérkőzés        | Döntő             | Helyezés |
| Versenyző         | Versenyszám | Csoport | Ellenfél Eredmény        | Ellenfél Eredmény             | Ellenfél Eredmény          | Ellenfél Eredmény          | Ellenfél Eredmény       | Ellenfél Eredmény     | Ellenfél Eredmény                             | Ellenfél Eredmény      | Ellenfél Eredmény      | Ellenfél Eredmény | Helyezés |
| ----------------- | ----------- | ------- | ------------------------ | ----------------------------- | -------------------------- | -------------------------- | ----------------------- | --------------------- | --------------------------------------------- | ---------------------- | ---------------------- | ----------------- | -------- |
| Franc Očko        | Harmatsúly  | A       | erőnyerő                 | Luis Sequera (VEN) · GY       | Jimmy Arévalo (ECU) · GY   | Marc Alexandre (FRA) · V   | kiesett                 |                       |                                               |                        |                        |                   | 12.      |
| Vojo Vujević      | Könnyűsúly  | B       |                          | Kerrith Brown (GBR) · V       | kiesett                    | kiesett                    | kiesett                 |                       |                                               |                        |                        |                   | 19.      |
| Filip Leščak      | Váltósúly   | A       | Adrian Sierra (HON) · GY | Rogério dos Santos (BRA) · GY | Ousseynou Guèye (SEN) · GY | Süheyl Yeşilnur (TUR) · GY | Neil Adams (GBR) · V    |                       |                                               |                        | Michel Nowak (FRA) · V |                   | 5.       |
| Stanko Lopatić    | Középsúly   | A       |                          | Peter Seisenbacher (AUT) · V  |                            |                            |                         |                       | Csang Sou-csung (Chang Shou-Chung) (TPE) · GY | Nosze Szeiki (JPN) · V | kiesett                |                   | 7.       |
| Radomir Kovačević | Nehézsúly   | B       |                          |                               | Willy Wilhelm (NED) · GY   | Khalif Diouf (SEN) · GY    | Szaitó Hitosi (JPN) · V |                       |                                               |                        | Mark Berger (CAN) · V  |                   | 5.       |

## Evezés
Férfi
| Versenyző                                   | Versenyszám      | Előfutam | Előfutam | Vigaszág | Vigaszág | Döntő | Döntő   | Döntő | Helyezés |
| Versenyző                                   | Versenyszám      | Idő      | Hely.    | Idő      | Hely.    | Típus | Idő     | Hely. | Helyezés |
| ------------------------------------------- | ---------------- | -------- | -------- | -------- | -------- | ----- | ------- | ----- | -------- |
| Zoran Pančić Milorad Stanulov               | Kétpárevezős     | 6:49,98  | 5.       | 6:39,70  | 2.       | A     | 6:39,59 | 3.    |          |
| Dario Vidošević Zlatko Celent Mirko Ivančić | Kormányos kettes | 7:27,28  | 4.       | 7:28,68  | 3.       | B     | 7:25,60 | 1.    | 7.       |

## Kajak-kenu
Férfi
| Versenyző                   | Versenyszám        | Előfutam | Előfutam | Előfutam | Vigaszág | Vigaszág | Vigaszág | Elődöntő | Elődöntő | Elődöntő | Döntő   | Döntő    |
| Versenyző                   | Versenyszám        | Idő      | Hely.    | Össz.    | Idő      | Hely.    | Össz.    | Idő      | Hely.    | Össz.    | Idő     | Helyezés |
| --------------------------- | ------------------ | -------- | -------- | -------- | -------- | -------- | -------- | -------- | -------- | -------- | ------- | -------- |
| Milan Janić                 | Kajak egyes 500 m  | 1:52,69  | 1.       | 8.       | erőnyerő | erőnyerő | erőnyerő | 1:49,08  | 2.       | 4.       | 1:49,90 | 9.       |
| Milan Janić                 | Kajak egyes 1000 m | 3:51,72  | 1.       | 1.       | erőnyerő | erőnyerő | erőnyerő | 3:58,43  | 2.       | 7.       | 3:46,88 |          |
| Matija Ljubek Mirko Nišović | Kenu kettes 500 m  | 1:49,08  | 1.       | 2.       | erőnyerő | erőnyerő | erőnyerő |          |          |          | 1:43,67 |          |
| Matija Ljubek Mirko Nišović | Kenu kettes 1000 m | 3:50,78  | 1.       | 2.       | erőnyerő | erőnyerő | erőnyerő |          |          |          | 3:41,56 |          |

## Kerékpározás

### Országúti kerékpározás
Férfi
| Versenyző                                          | Versenyszám     | Idő              | Helyezés |
| -------------------------------------------------- | --------------- | ---------------- | -------- |
| Bojan Ropret                                       | Mezőnyverseny   | 5:01:16 (+1:19)  | 7.       |
| Primož Čerin                                       | Mezőnyverseny   | 5:15:27 (+15:30) | 35.      |
| Jure Pavlič                                        | Mezőnyverseny   | 5:18:01 (+18:04) | 42.      |
| Marko Cuderman                                     | Mezőnyverseny   | 5:22:17 (+22:20) | 46.      |
| Bruno Bulić Primož Čerin Janez Lampič Bojan Ropret | Csapat időfutam | 2:05:55 (+7:27)  | 9.       |

## Kézilabda

### Férfi
| Jugoszláv férfi kézilabdacsapat-játékoskeret                                                                                      | Jugoszláv férfi kézilabdacsapat-játékoskeret                                                                   |
| --- | --- |
| - Zlatan Arnautović - Momir Rnić - Veselin Vuković - Milan Kalina - Jovan Elezović - Zdravko Zovko - Branko Štrbac - Pavao Jurina | - Veselin Vujović - Slobodan Kuzmanovski - Mirko Bašić - Dragan Mladenović - Zdravko Rađenović - Mile Isaković |

#### Eredmények
Csoportkör
A csoport
| Csapat            | M | Gy | D | V | G+  | G–  | Gk  | P |
| ----------------- | - | -- | - | - | --- | --- | --- | - |
| Jugoszlávia (YUG) | 5 | 4  | 1 | 0 | 123 | 76  | +47 | 9 |
| Románia (ROU)     | 5 | 4  | 0 | 1 | 120 | 91  | +29 | 8 |
| Izland (ISL)      | 5 | 3  | 1 | 1 | 102 | 96  | +6  | 7 |
| Svájc (SUI)       | 5 | 2  | 0 | 3 | 83  | 102 | –19 | 4 |
| Japán (JPN)       | 5 | 1  | 0 | 4 | 84  | 117 | –33 | 2 |
| Algéria (ALG)     | 5 | 0  | 0 | 5 | 75  | 105 | –30 | 0 |

| 1984. július 31. 14:00 | Jugoszlávia (YUG) | 22–22 | Izland (ISL) |  |
| 1984. július 31. 14:00 | (8–12)            |       |              |  |
| 1984. július 31. 14:00 |                   |       |              |  |

| 1984. augusztus 2. 18:30 | Jugoszlávia (YUG) | 32–15 | Japán (JPN) |  |
| 1984. augusztus 2. 18:30 | (14–8)            |       |             |  |
| 1984. augusztus 2. 18:30 |                   |       |             |  |

| 1984. augusztus 4. 14:00 | Jugoszlávia (YUG) | 25–10 | Algéria (ALG) |  |
| 1984. augusztus 4. 14:00 | (13–3)            |       |               |  |
| 1984. augusztus 4. 14:00 |                   |       |               |  |

| 1984. augusztus 6. 21:30 | Jugoszlávia (YUG) | 25–11 | Svájc (SUI) |  |
| 1984. augusztus 6. 21:30 | (12–6)            |       |             |  |
| 1984. augusztus 6. 21:30 |                   |       |             |  |

| 1984. augusztus 8. 12:30 | Jugoszlávia (YUG) | 19–18 | Románia (ROU) |  |
| 1984. augusztus 8. 12:30 | (8–10)            |       |               |  |
| 1984. augusztus 8. 12:30 |                   |       |               |  |

Döntő
| 1984. augusztus 11. 15:30 | Jugoszlávia (YUG) | 18–17 | NSZK (FRG) |  |
| 1984. augusztus 11. 15:30 | (8–7)             |       |            |  |
| 1984. augusztus 11. 15:30 |                   |       |            |  |

| Csapat            | Helyezés |
| ----------------- | -------- |
| Jugoszlávia (YUG) |          |

### Női
| Jugoszláv női kézilabdacsapat-játékoskeret | Jugoszláv női kézilabdacsapat-játékoskeret                                                                                   |
| --- | --- |
| - Jasna Ptujec - Mirjana Ognjenović - Ljubinka Janković - Svetlana Anastasovski-Obućina - Svetlana Dašić-Kitić - Alenka Cuderman - Svetlana Mugoša-Antić - Mirjana Ðurica | - Biserka Višnjić - Slavica Djukić - Jasna Kolar-Merdan - Ljiljana Mugoša - Dragica Ðurić - Emilija Erčić - Zorica Pavićević |

#### Eredmények
| 1984. augusztus 1. 20:00 | Jugoszlávia (YUG) | 20–19 | NSZK (FRG) |  |
| 1984. augusztus 1. 20:00 | (11–12)           |       |            |  |
| 1984. augusztus 1. 20:00 |                   |       |            |  |

| 1984. augusztus 3. 18:30 | Jugoszlávia (YUG) | 30–15 | Ausztria (AUT) |  |
| 1984. augusztus 3. 18:30 | (15–8)            |       |                |  |
| 1984. augusztus 3. 18:30 |                   |       |                |  |

| 1984. augusztus 5. 21:30 | Jugoszlávia (YUG) | 33–20 | Egyesült Államok (USA) |  |
| 1984. augusztus 5. 21:30 | (14–10)           |       |                        |  |
| 1984. augusztus 5. 21:30 |                   |       |                        |  |

| 1984. augusztus 7. 20:00 | Jugoszlávia (YUG) | 29–23 | Dél-Korea (KOR) |  |
| 1984. augusztus 7. 20:00 | (15–14)           |       |                 |  |
| 1984. augusztus 7. 20:00 |                   |       |                 |  |

| 1984. augusztus 9. 21:30 | Jugoszlávia (YUG) | 31–25 | Kína (CHN) |  |
| 1984. augusztus 9. 21:30 | (15–15)           |       |            |  |
| 1984. augusztus 9. 21:30 |                   |       |            |  |

Végeredmény
| Helyezés | Csapat                 | M | Gy | D | V | G+  | G–  | Gk  | P  |
| -------- | ---------------------- | - | -- | - | - | --- | --- | --- | -- |
| Arany    | Jugoszlávia (YUG)      | 5 | 5  | 0 | 0 | 143 | 102 | +41 | 10 |
| Ezüst    | Dél-Korea (KOR)        | 5 | 3  | 1 | 1 | 125 | 119 | +6  | 7  |
| Bronz    | Kína (CHN)             | 5 | 2  | 1 | 2 | 112 | 115 | –3  | 5  |
| 4.       | NSZK (FRG)             | 5 | 2  | 0 | 3 | 91  | 100 | –9  | 4  |
| 5.       | Egyesült Államok (USA) | 5 | 2  | 0 | 3 | 114 | 123 | –9  | 4  |
| 6.       | Ausztria (AUT)         | 5 | 0  | 0 | 5 | 91  | 117 | –26 | 0  |

| Csapat            | Helyezés |
| ----------------- | -------- |
| Jugoszlávia (YUG) |          |

## Kosárlabda

### Férfi
| Jugoszláv férfi kosárlabdacsapat-játékoskeret                                                        | Jugoszláv férfi kosárlabdacsapat-játékoskeret                                                                   |
| --- | --- |
| - Dražen Petrović - Aleksandar Petrović - Nebojša Zorkić - Rajko Žižić - Ivan Sunara - Emir Mutapčić | - Sabit Hadžić - Andro Knego - Ratko Radovanović - Mihovil Nakić-Vojnović - Dražen Dalipagić - Branko Vukičević |

#### Eredmények
Csoportkör
A csoport
| Csapat            | M | Gy | V | P+  | P–  | Pk   |
| ----------------- | - | -- | - | --- | --- | ---- |
| Jugoszlávia (YUG) | 5 | 5  | 0 | 457 | 366 | +91  |
| Olaszország (ITA) | 5 | 4  | 1 | 437 | 363 | +74  |
| Ausztrália (AUS)  | 5 | 3  | 2 | 383 | 403 | –20  |
| NSZK (FRG)        | 5 | 2  | 3 | 384 | 376 | +8   |
| Brazília (BRA)    | 5 | 1  | 4 | 401 | 423 | –22  |
| Egyiptom (EGY)    | 5 | 0  | 5 | 349 | 480 | –131 |

| 1984. július 29. 14:30 | Jugoszlávia (YUG) | 96–83 | NSZK (FRG) |  |
| 1984. július 29. 14:30 | (49–41)           |       |            |  |

| 1984. július 30. 20:00 | Jugoszlávia (YUG) | 94–64 | Ausztrália (AUS) |  |
| 1984. július 30. 20:00 | (39–28)           |       |                  |  |

| 1984. augusztus 1. 14:30 | Jugoszlávia (YUG) | 100–69 | Egyiptom (EGY) |  |
| 1984. augusztus 1. 14:30 | (56–31)           |        |                |  |

| 1984. augusztus 2. 16:30 | Jugoszlávia (YUG) | 98–85 | Brazília (BRA) |  |
| 1984. augusztus 2. 16:30 | (55–50)           |       |                |  |

| 1984. augusztus 4. 20:00 | Jugoszlávia (YUG) | 69–65 | Olaszország (ITA) |  |
| 1984. augusztus 4. 20:00 | (34–28)           |       |                   |  |

Negyeddöntő
| 1984. augusztus 6. 12:00 | Jugoszlávia (YUG) | 110–82 | Uruguay (URU) |  |
| 1984. augusztus 6. 12:00 | (53–38)           |        |               |  |

Elődöntő
| 1984. augusztus 8. 15:00 | Spanyolország (ESP) | 74–61 | Jugoszlávia (YUG) |  |
| 1984. augusztus 8. 15:00 | (35–40)             |       |                   |  |

Bronzmérkőzés
| 1984. augusztus 9. 19:00 | Jugoszlávia (YUG) | 88–82 | Kanada (CAN) |  |
| 1984. augusztus 9. 19:00 | (44–38)           |       |              |  |

| Csapat            | Helyezés |
| ----------------- | -------- |
| Jugoszlávia (YUG) |          |

### Női
| Jugoszláv női kosárlabdacsapat-játékoskeret | Jugoszláv női kosárlabdacsapat-játékoskeret |
| --- | ------------------------------------------- |
| - Biljana Majstorović - Cvetana Dekleva - Jasmina Perazić - Jelica Komnenović - Marija Uzelac - Polona Dornik - Sanja Ožegović - Slađana Golić - Slavica Pečikoza - Slavica Šuka - Stojna Vangelovska - Zagorka Počeković |                                             |

#### Eredmények
Csoportkör
| Csapat                 | M | Gy | V | P+  | P–  | Pk   |
| ---------------------- | - | -- | - | --- | --- | ---- |
| Egyesült Államok (USA) | 5 | 5  | 0 | 431 | 265 | +166 |
| Dél-Korea (KOR)        | 5 | 4  | 1 | 292 | 302 | –10  |
| Kanada (CAN)           | 5 | 2  | 3 | 313 | 334 | –21  |
| Kína (CHN)             | 5 | 2  | 3 | 318 | 348 | –30  |
| Ausztrália (AUS)       | 5 | 1  | 4 | 266 | 317 | –51  |
| Jugoszlávia (YUG)      | 5 | 1  | 4 | 293 | 347 | –54  |

| 1984. július 30. 9:00 | Egyesült Államok (USA) | 83–55 | Jugoszlávia (YUG) |  |
| 1984. július 30. 9:00 | (43–29)                |       |                   |  |

| 1984. július 31. 14:30 | Dél-Korea (KOR) | 55–52 | Jugoszlávia (YUG) |  |
| 1984. július 31. 14:30 | (27–24)         |       |                   |  |

| 1984. augusztus 2. 20:00 | Kína (CHN) | 79–58 | Jugoszlávia (YUG) |  |
| 1984. augusztus 2. 20:00 | (34–28)    |       |                   |  |

| 1984. augusztus 3. 14:30 | Jugoszlávia (YUG) | 69–68 | Kanada (CAN) |  |
| 1984. augusztus 3. 14:30 | (34–33)           |       |              |  |

| 1984. augusztus 5. 18:30 | Ausztrália (AUS) | 62–59 | Jugoszlávia (YUG) |  |
| 1984. augusztus 5. 18:30 | (25–31)          |       |                   |  |

| Csapat            | Helyezés |
| ----------------- | -------- |
| Jugoszlávia (YUG) | 6.       |

## Labdarúgás
| Jugoszláv férfi labdarúgócsapat-játékoskeret                                                                                    | Jugoszláv férfi labdarúgócsapat-játékoskeret |
| --- | --- |
| - Ivan Pudar - Vlado Čapljić - Mirsad Baljić - Srečko Katanec - Marko Elsner - Ljubomir Radanović - Admir Smajić - Nenad Gračan | - Milko Ǵurovski - Mehmed Baždarević - Borislav Cvetković - Tomislav Ivković - Jovica Nikolić - Stjepan Deverić - Branko Miljuš - Dragan Stojković - Mitar Mrkela |

### Eredmények
Csoportkör
B csoport
| Csapat            | M | Gy | D | V | Rg | Kg | Gk | P |
| ----------------- | - | -- | - | - | -- | -- | -- | - |
| Jugoszlávia (YUG) | 3 | 3  | 0 | 0 | 7  | 3  | +4 | 6 |
| Kanada (CAN)      | 3 | 1  | 1 | 1 | 4  | 3  | +1 | 3 |
| Kamerun (CMR)     | 3 | 1  | 0 | 2 | 3  | 5  | –2 | 2 |
| Irak (IRQ)        | 3 | 0  | 1 | 2 | 3  | 6  | –3 | 1 |

| 1984. július 30. 19:00 |

| Jugoszlávia (YUG)         | 2–1               | Kamerun (CMR) |
| ------------------------- | ----------------- | ------------- |
| Nikolić 39' Cvetković 70' | (1–1) Jegyzőkönyv | Milla 32'     |

| Navy-Marine Corps Memorial Stadium, Annapolis Nézőszám: 15 010 Játékvezető: Jan Keizer (holland) |

| 1984. augusztus 1. 19:00 |

| Jugoszlávia (YUG) | 1–0               | Kanada (CAN) |
| ----------------- | ----------------- | ------------ |
| Nikolić 76'       | (0–0) Jegyzőkönyv |              |

| Navy-Marine Corps Memorial Stadium, Annapolis Nézőszám: 20 000 Játékvezető: Mohammed Hossameldin (egyiptomi) |

| 1984. augusztus 3. 19:00 |

| Irak (IRQ)          | 2–4               | Jugoszlávia (YUG)               |
| ------------------- | ----------------- | ------------------------------- |
| Szaíd 17' Siháb 43' | (2–0) Jegyzőkönyv | Deverić 55' 76' 87' Nikolić 86' |

| Navy-Marine Corps Memorial Stadium, Annapolis Nézőszám: 24 430 Játékvezető: Szano Tosikazu (japán) |

Negyeddöntő
| 1984. augusztus 6. 19:00 |

| Jugoszlávia (YUG)                                         | 5–2               | NSZK (FRG)               |
| --------------------------------------------------------- | ----------------- | ------------------------ |
| Cvetković 21' 58' 70' Radanović 27' Gračan 46' (11-esből) | (2–2) Jegyzőkönyv | Bommer 1' Bockenfeld 28' |

| Rose Bowl, Pasadena Nézőszám: 58 439 Játékvezető: Jorge Romero (argentin) |

Elődöntő
| 1984. augusztus 8. 18:15 |

| Franciaország (FRA)                             | 4–2 (h. u.)                 | Jugoszlávia (YUG)         |
| ----------------------------------------------- | --------------------------- | ------------------------- |
| Bijotat 7' Jeannol 15' Lacombe 106' Xuereb 119' | (2–0, 2–2, 2–2) Jegyzőkönyv | Cvetković 63' Deverić 74' |

| Rose Bowl, Pasadena Nézőszám: 97 451 Játékvezető: Antonio Márquez Ramírez (mexikói) |

Bronzmérkőzés
| 1984. augusztus 10. 19:00 |

| Jugoszlávia (YUG)      | 2–1               | Olaszország (ITA)      |
| ---------------------- | ----------------- | ---------------------- |
| Baljić 59' Deverić 81' | (0–1) Jegyzőkönyv | Vignola 27' (11-esből) |

| Rose Bowl, Pasadena Nézőszám: 100 374 Játékvezető: Brian McGinlay (skót) |

| Csapat            | Helyezés |
| ----------------- | -------- |
| Jugoszlávia (YUG) |          |

## Lovaglás
Díjlovaglás
| Versenyző                           | Ló                 | Versenyszám | Selejtező | Selejtező | Döntő   | Döntő    |
| Versenyző                           | Ló                 | Versenyszám | Pont      | Hely.     | Pont    | Helyezés |
| ----------------------------------- | ------------------ | ----------- | --------- | --------- | ------- | -------- |
| Alojz Lah                           | Maestoso Monteaura | Egyéni      | 1523      | 15.       | kiesett | kiesett  |
| Dušan Mavec                         | Favory Mera        | Egyéni      | 1496      | 20.       | kiesett | kiesett  |
| Stojan Moderc                       | Maestoso Allegra   | Egyéni      | 1362      | 33.       | kiesett | kiesett  |
| Alojz Lah Stojan Moderc Dušan Mavec | lásd fentebb       | Csapat      |           |           | 4381    | 10.      |

## Ökölvívás
RSC – a mérkőzésvezető megállította a mérkőzést
| Versenyző          | Versenyszám     | Selejtező                 | 32-es főtábla                                 | Nyolcaddöntő                | Negyeddöntő                           | Elődöntő                    | Döntő                               | Helyezés |
| Versenyző          | Versenyszám     | Ellenfél Eredmény         | Ellenfél Eredmény                             | Ellenfél Eredmény           | Ellenfél Eredmény                     | Ellenfél Eredmény           | Ellenfél Eredmény                   | Helyezés |
| ------------------ | --------------- | ------------------------- | --------------------------------------------- | --------------------------- | ------------------------------------- | --------------------------- | ----------------------------------- | -------- |
| Redžep Redžepovski | Légsúly         |                           | Teraporn Sang-Ho (THA) · 3:2                  | Pat Clinton (GBR) · KO      | Jeff Fenech (AUS) · 4:1               | Ibrahim Bilali (KEN) · 5:0  | Steve McCrory (USA) · 1:4           |          |
| Ljubiša Simić      | Harmatsúly      | Pedro Nolasco (DOM) · 1:4 | kiesett                                       | kiesett                     | kiesett                               | kiesett                     | kiesett                             | 33.      |
| Slobodan Pavlović  | Könnyűsúly      | Luciano Solis (MEX) · 3:2 | Cson Cshilszong (Jeon Chil-Seong) (KOR) · 1:4 | kiesett                     | kiesett                               | kiesett                     | kiesett                             | 17.      |
| Mirko Puzović      | Kisváltósúly    | erőnyerő                  | Denis Lambert (CAN) · 5:0                     | Steve Larrimore (BAH) · 5:0 | Jean-Pierre Mbereke-Baban (CMR) · 5:0 | Jerry Page (USA) · 0:5      | kiesett                             |          |
| Damir Škaro        | Középsúly       |                           | Ahmed El-Gindy (EGY) · RSC                    | Hugo Corti (ARG) · 4:1      | Virgil Hill (USA) · 1:4               | kiesett                     | kiesett                             | 5.       |
| Ante Josipović     | Félnehézsúly    |                           | erőnyerő                                      | Markus Bott (FRG) · 4:1     | Georgică Donici (ROU) · 5:0           | Mustapha Moussa (ALG) · 5:0 | Kevin Barry (NZL) · mérkőzés nélkül |          |
| Aziz Salihu        | Szupernehézsúly |                           |                                               | erőnyerő                    | Peter Hussing (FRG) · 3:2             | Tyrell Biggs (USA) · 0:5    | kiesett                             |          |

## Sportlövészet
Férfi
| Versenyző        | Versenyszám           | Pont | Helyezés |
| ---------------- | --------------------- | ---- | -------- |
| Rajmond Debevec  | Sportpuska, összetett | 1140 | 20.      |
| Rajmond Debevec  | Légpuska              | 580  | 12.      |
| Šaćir Džeko      | Légpuska              | 579  | 15.      |
| Goran Maksimović | Sportpuska, fekvő     | 586  | 42.      |
| Goran Maksimović | Sportpuska, összetett | 1141 | 17.      |

Női
| Versenyző              | Versenyszám           | Pont | Helyezés |
| ---------------------- | --------------------- | ---- | -------- |
| Valentina Atanaskovski | Légpuska              | 380  | 17.      |
| Mirjana Jovović-Horvat | Légpuska              | 371  | 29.      |
| Mirjana Jovović-Horvat | Sportpuska, összetett | 569  | 8.       |
| Biserka Vrbek          | Sportpuska, összetett | 569  | 7.       |

## Torna

### Ritmikus gimnasztika
| Versenyző      | Versenyszám | Selejtező | Selejtező | Döntő  | Döntő    |
| Versenyző      | Versenyszám | Pont      | Hely.     | Pont   | Helyezés |
| -------------- | ----------- | --------- | --------- | ------ | -------- |
| Milena Reljin  | Egyéni      | 37,80     | 3.        | 57,250 | 5.       |
| Danijela Simić | Egyéni      | 37,45     | 9.        | 56,325 | 10.      |

## Úszás
Férfi
| Versenyző     | Versenyszám    | Előfutam | Előfutam | Előfutam | Döntő   | Döntő      | Döntő      | Helyezés |
| Versenyző     | Versenyszám    | Idő      | Hely.    | Össz.    | Típus   | Idő        | Hely.      | Helyezés |
| ------------- | -------------- | -------- | -------- | -------- | ------- | ---------- | ---------- | -------- |
| Borut Petrič  | 400 m gyors    | 3:56,07  | 2.       | 13.      | B       | nem indult | nem indult | 18.      |
| Borut Petrič  | 1500 m gyors   | 15:36,44 | 4.       | 15.      | kiesett | kiesett    | kiesett    | kiesett  |
| Borut Petrič  | 200 m gyors    | 1:52,74  | 3.       | 19.      | kiesett | kiesett    | kiesett    | kiesett  |
| Darjan Petrič | 200 m gyors    | 1:55,68  | 6.       | 30.      | kiesett | kiesett    | kiesett    | kiesett  |
| Darjan Petrič | 400 m gyors    | 3:54,39  | 2.       | 5.       | A       | 3:54,88    | 6.         | 6.       |
| Darjan Petrič | 1500 m gyors   | 15:39,79 | 4.       | 16.      | kiesett | kiesett    | kiesett    | kiesett  |
| Hrvoje Barić  | 100 m pillangó | 56,70    | 4.       | 30.      | kiesett | kiesett    | kiesett    | kiesett  |

## Vitorlázás
Férfi
| Versenyző | Versenyszám     | Futam | Futam | Futam | Futam | Futam | Futam | Futam  | Pontszám | Helyezés |
| Versenyző | Versenyszám     | 1     | 2     | 3     | 4     | 5     | 6     | 7      | Pontszám | Helyezés |
| --------- | --------------- | ----- | ----- | ----- | ----- | ----- | ----- | ------ | -------- | -------- |
| Dušan Puh | Szörfvitorlázás | 21,0  | 23,0  | 19,0  | 13,0  | 20,0  | 22,0  | (25,0) | 118,0    | 15.      |

## Vízilabda
| Jugoszláv férfi vízilabdacsapat-játékoskeret                                                                  | Jugoszláv férfi vízilabdacsapat-játékoskeret                                                         |
| --- | --- |
| - Milorad Krivokapić - Deni Lušić - Zoran Petrović - Božo Vuletić - Veselin Ðuho - Zoran Roje - Milivoj Bebić | - Perica Bukić - Goran Sukno - Tomislav Paškvalin - Igor Milanović - Dragan Andrić - Andrija Popović |

### Eredmények
Csoportkör
A csoport
| Csapat            | M | Gy | D | V | G+ | G– | Gk  | P |
| ----------------- | - | -- | - | - | -- | -- | --- | - |
| Jugoszlávia (YUG) | 3 | 3  | 0 | 0 | 34 | 16 | +18 | 6 |
| Hollandia (NED)   | 3 | 2  | 0 | 1 | 25 | 26 | –1  | 4 |
| Kína (CHN)        | 3 | 1  | 0 | 2 | 21 | 27 | –6  | 2 |
| Kanada (CAN)      | 3 | 0  | 0 | 3 | 18 | 29 | –11 | 0 |

| 1984. augusztus 1. 08:30 | Kanada (CAN)         | 4–13 | Jugoszlávia (YUG) |  |
| 1984. augusztus 1. 08:30 | (1–3, 3–3, 0–2, 0–5) |      |                   |  |
| 1984. augusztus 1. 08:30 |                      |      |                   |  |

| 1984. augusztus 2. 19:30 | Kína (CHN)           | 7–12 | Jugoszlávia (YUG) |  |
| 1984. augusztus 2. 19:30 | (0–3, 2–3, 4–3, 1–3) |      |                   |  |
| 1984. augusztus 2. 19:30 |                      |      |                   |  |

| 1984. augusztus 3. 13:30 | Hollandia (NED)      | 5–9 | Jugoszlávia (YUG) |  |
| 1984. augusztus 3. 13:30 | (1–4, 1–2, 2–1, 1–2) |     |                   |  |
| 1984. augusztus 3. 13:30 |                      |     |                   |  |

Döntő csoportkör
| Csapat                 | M | Gy | D | V | G+ | G– | Gk  | P |
| ---------------------- | - | -- | - | - | -- | -- | --- | - |
| Jugoszlávia (YUG)      | 5 | 4  | 1 | 0 | 47 | 33 | +14 | 9 |
| Egyesült Államok (USA) | 5 | 4  | 1 | 0 | 43 | 34 | +9  | 9 |
| NSZK (FRG)             | 5 | 2  | 1 | 2 | 49 | 34 | +15 | 5 |
| Spanyolország (ESP)    | 5 | 2  | 0 | 3 | 42 | 46 | –4  | 4 |
| Ausztrália (AUS)       | 5 | 1  | 1 | 3 | 37 | 48 | –11 | 3 |
| Hollandia (NED)        | 5 | 0  | 0 | 5 | 25 | 48 | –23 | 0 |

| 1984. augusztus 6. 08:30 | Jugoszlávia (YUG)    | 9–6 | Ausztrália (AUS) |  |
| 1984. augusztus 6. 08:30 | (3–1, 0–2, 3–2, 3–1) |     |                  |  |
| 1984. augusztus 6. 08:30 |                      |     |                  |  |

| 1984. augusztus 7. 13:30 | Jugoszlávia (YUG)    | 10–9 | NSZK (FRG) |  |
| 1984. augusztus 7. 13:30 | (3–4, 3–1, 3–1, 1–3) |      |            |  |
| 1984. augusztus 7. 13:30 |                      |      |            |  |

| 1984. augusztus 9. 19:30 | Spanyolország (ESP)  | 8–14 | Jugoszlávia (YUG) |  |
| 1984. augusztus 9. 19:30 | (4–3, 0–3, 4–5, 0–3) |      |                   |  |
| 1984. augusztus 9. 19:30 |                      |      |                   |  |

| 1984. augusztus 10. 19:30 | Egyesült Államok (USA) | 5–5 | Jugoszlávia (YUG) |  |
| 1984. augusztus 10. 19:30 | (1–1, 2–1, 2–1, 0–2)   |     |                   |  |
| 1984. augusztus 10. 19:30 |                        |     |                   |  |

| Csapat            | Helyezés |
| ----------------- | -------- |
| Jugoszlávia (YUG) |          |